# Club Balonmano Mar Alicante
El Club Balonmano Agustinos Mar Alicante es un equipo de balonmano de la ciudad de Alicante, España. Fundado en 1996, que participa en la División de Honor Femenina.

## Historia
Alicante siempre ha sido una ciudad con gran tradición balonmanística (con un histórico europeo como el Club Balonmano Calpisa), si bien el balonmano femenino comienza a ganar protagonismo en los años 1990. Es a través de diversos colegios de educación que tras unirse deciden formar el Club Balonmano Unión Alicantina que en un primer momento estuvo entrenado por Salvador Crespo y que fue cambiando de nombre hasta que en 1996 se pasó a llamar Club Balonmano Mar Alicante.
El 17 de abril de 2011 el club consiguió un hecho histórico a nivel europeo al meterse en la final de la Recopa de Europa por primera vez en su historia al ganar al Lugi Lund de Suecia. Anteriormente eliminó al Zaglebi Lubin de Polonia, al FIF Copenhague de Dinamarca y el Rostov Don de Rusia.
Esa final la perdieron contra el FTC-Rail Cargo de Hungría el 15 de mayo de 2011 culminando así,el mejor año de la historia del club.

## Trayectoria
- Temporadas en División de Honor Femenina: 12

## Pabellón
- Nombre: Pabellón Colegio Agustinos
- Ciudad: Alicante
- Aforo: 600 espectadores
- Dirección: C/ Pintor Pedro Camacho, número 2

## Palmarés
- Campeón  Copa ABF: 2010-2011
- Campeón  Copa Federación Comunidad Valenciana: 2010

Subcampeón Copa Federación Comunidad  Valenciana 2011
Campeón Copa Federación Comunidad Valenciana 2013]
- Subcampeón Recopa de Europa: 2010-2011
- Semifilastia Copa EHF: 2011-2012

Subcampeón Copa de la Reina en León 2010.
Subcampeón Supercopa de España en Logroño (La Rioja) 2010

## Premios, reconocimientos y distinciones
- Mejor Club Deportivo de la Provincia de 1988 y 2011 en los Premios Deportivos Provinciales de la Diputación de Alicante[1]